# Fronte di Liberazione del Popolo Eritreo
Il Fronte di Liberazione del Popolo Eritreo (FLPE) (in tigrino: ህዝባዊ ደሞክራስያዊ ግንባር ኤርትራ, ህደግኤ, in arabo الجبهة الشعبية لتحرير إريتريا‎?, in inglese Eritrean People's Liberation Front EPLF) è stato un movimento politico-militare guidato da Isaias Afewerki che aveva come obiettivo il conseguimento dell'indipendenza dell'Eritrea.
Il gruppo nacque nei primi anni '70 scindendosi dal Fronte di Liberazione Eritreo (FLE) sulla base di differenze ideologiche e, in misura minore etnico-religiose. In pochi anni il FLPE divenne la guida della resistenza eritrea contro l'occupazione etiope fino alla vittoria nel 1991. Nel 1993 si tenne il referendum che sancì l'indipendenza dell'Eritrea ed il gruppo, poco dopo, si trasformò in partito politico col nome di Fronte Popolare per la Democrazia e la Giustizia.